# Epiphragma schmiederi
Epiphragma schmiederi är en tvåvingeart som beskrevs av Alexander 1968. Epiphragma schmiederi ingår i släktet Epiphragma och familjen småharkrankar. Inga underarter finns listade i Catalogue of Life.